# Prostomis susannae
Prostomis susannae is een keversoort uit de familie Prostomidae. De wetenschappelijke naam van de soort is voor het eerst geldig gepubliceerd in 1991 door Schawaller.